# インハーモニシティ
インハーモニシティ（英語: inharmonicity、不調和度）とは、倍音成分の周波数が弦の長さ及び曲げ剛性によってわずかに高くなり倍音周波数ではなく部分音周波数となる現象である。
インハーモニシティは弦を用いる楽器に等しく発生する現象であるが、張力、弦の長さ、曲げ剛性、太さに左右される。特に張力とハンマーの衝撃に耐えるために頑丈な弦が求められるピアノでは無視できない問題となる。
ピアノにおいてはインハーモニシティの対策として調律・構造に関していくつかの工夫が行われている。
インハーモニシティによる倍音のずれは和音を不快な響きにするため、ずれを相殺する目的で低音をより低く高音をより高くチューニングするストレッチチューニングと呼ばれるチューニングを行う。
また、単音であってもインハーモニシティによるうなりは音量を上下させ、不快な響きとなる。1音に対して複数の弦を張り、うなりの周期を分散させて聴感上の不快感を軽減させる。
インハーモニシティの対策を全く行わない場合、和音と単音双方に不快な響きが生じる。ピアノの調律師は正確な調律とインハーモニシティの影響をいかに最小化するかを判断している。
また、インハーモニシティは弦長が長い程軽減される。そのためグランドピアノは弦の短いアップライトピアノよりも高級なものとされ、同じシリーズのものでも大型のものが上のグレードとされる。
倍音周波数は基本周波数の{\displaystyle n}倍であることが知られている。しかし、実際の倍音周波数はインハーモニシティにより僅かに高い周波数となり、これを部分音周波数と呼ぶ。ここでは、基本周波数の整数倍となる倍音周波数と、インハーモニシティによって倍音周波数よりわずかに高くなった部分音周波数を明確に区別する。
インハーモニシティのある音には音量が上下するうなりが生じる。倍音周波数と部分音周波数の差の周期でうなりが生じるが、うなりの度合いによって快不快が異なる。うなりの周期が明確に感じ取れる程度で不快を感じるが，音圧レベルが異なると不快感は低減される。インハーモニシティが聴覚に与える協和・不協和の度合いについて研究する分野を感覚的協和理論と呼ぶ。

## インハーモニシティの基本式
インハーモニシティは以下の式で定義される。
{\displaystyle {\begin{aligned}f_{n}^{elastic}&=nf_{1}^{ideal}{\sqrt {1+Bn^{2}}}\\\Longleftrightarrow \log {f_{n}^{elastic}}&=\left(\log {n}+\log {f_{1}^{ideal}}\right)+{\frac {\log \left(1+Bn^{2}\right)}{2}}\end{aligned}}}
{\displaystyle f_{n}^{elastic}}は実測的（elastic）な部分音周波数 [Hz]、{\displaystyle f_{1}^{ideal}}は理想的（ideal）な基本周波数 [Hz]、{\displaystyle n}は倍音数 [{\displaystyle \phi }]、{\displaystyle B}はインハーモニシティ値 [{\displaystyle \phi }]である。{\displaystyle B<-1}になると周波数が{\displaystyle 0}になるため、{\displaystyle B\in (-1,\infty ]}の値を取る。
理想的な倍音周波数は{\displaystyle f_{n}^{ideal}}で表され、弦の固有振動数より求められる。実際には部分音周波数になることから、弦の{\displaystyle n}次の固有振動数は下式で表される。
{\displaystyle f_{n}^{ideal}={\frac {vn}{2L}}={\frac {n}{2L}}{\sqrt {\frac {T}{\rho }}}}
{\displaystyle v}は線速度 [m/s]、{\displaystyle L}は弦長 [m]、{\displaystyle T}は張力 [N]、{\displaystyle \rho }は線密度である。{\displaystyle f_{n}^{ideal}}と{\displaystyle f_{n}^{elastic}}はそれぞれ性質の異なる変数であるため明確に区別しなければならない。
インハーモニシティ値は以下の式で定義される。
{\displaystyle B=\left({\frac {\pi }{L}}\right)^{2}{\frac {EI}{T}}}
{\displaystyle E}はヤング率 [N/m2]、{\displaystyle I}は断面二次モーメント [m4]である。{\displaystyle EI}項は曲げ剛性とも呼ばれる。ギターやバイオリンのように、振動する弦長が変化する楽器では {\displaystyle L}も変化する。